# (630) Euphémie
Pour les articles homonymes, voir Euphémie de Chalcédoine.
(630) Euphémie (désignation internationale (630) Euphemia) est un astéroïde de la ceinture principale, membre de la famille d'Eunomie. Il a été découvert le 7 mars 1907 par l'astronome allemand August Kopff. Sa désignation provisoire était 1907 XW.
Son nom définitif provient de celui d'Euphémie de Chalcédoine.